# Krywa Bałka (obwód mikołajowski)
Krywa Bałka (ukr. Крива Балка) – wieś na Ukrainie, w obwodzie mikołajowskim, w rejonie mikołajowskim, w hromadzie Wesniane. W 2001 liczyła 1489 mieszkańców, spośród których 1373 wskazało jako ojczysty język ukraiński, 102 rosyjski, 4 mołdawski, 2 białoruski, 7 ormiański, a 1 inny.